# Třída Northampton
Třída Northampton byla třída těžkých křižníků amerického námořnictva. Konstrukčně navazovala na předchozí těžké křižníky třídy Pensacola. Celkem bylo postaveno šest křižníků této třídy. Ve službě byly v letech 1930–1946. Křižníky byly intenzivně nasazeny za druhé světové války. Tři byly ve válce ztraceny a ostatní po válce vyřazeny.

## Stavba

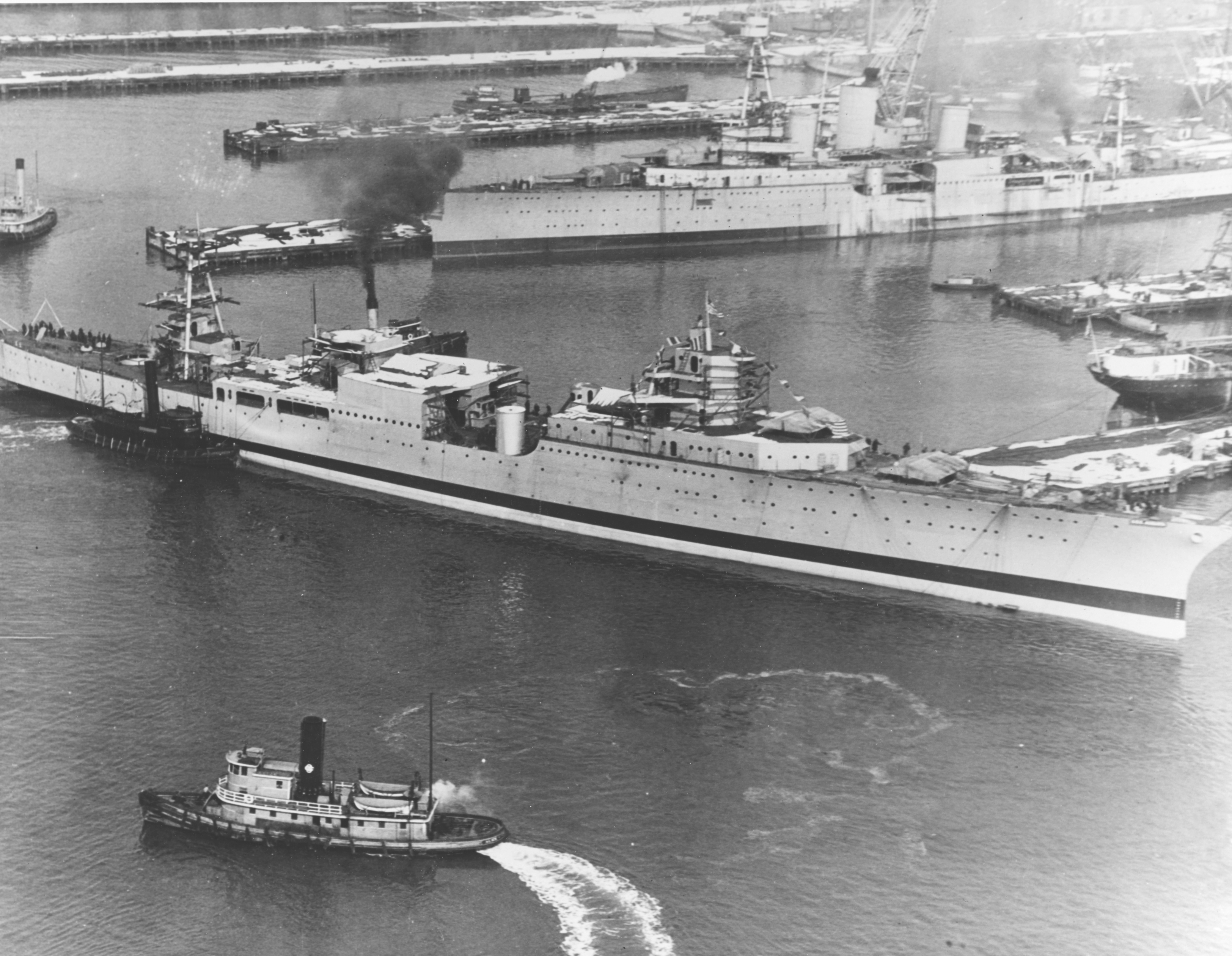
Rozestavěné křižníky USS Augusta (CA-31) a USS Houston (CA-30) v loděnici Neport News Shipbuilding

Křižníky této třídy byly projektovány od roku 1926. Hlavní změnou oproti třídě Pensacola bylo ubrání jedné dělové věže, což zlepšovalo problematickou stabilitu plavidel. Devět 203mm kanónů bylo soustředěno do trojice třídělových věží, namísto dvou dvoudělových a dvou třídělových u třídy Pensacola. Zároveň byla zlepšena pancéřová ochrana lodí, kterým stále zůstávala rezerva 1000 t do omezujících limitů, sjednaných na Washingtonské konferenci. Byly to první americké křižníky vybavené hangárem pro uskladnění letounů. První tři postavené lodě byly vybaveny pro funkci vlajkových lodí.
Do stavby se zapojily loděnice Fore River Shipyard v Quincy (součást Bethlehem Steel Corp.), New York Shipbuilding v Camdenu, Puget Sound Navy Yard v Bremertonu, Mare Island Naval Shipyard ve Vallejo a Newport News Shipbuilding v Newport News.
Jednotky třídy Northampton:
| Jméno                   | Loděnice              | Založení kýlu    | Spuštěna         | Vstup do služby  | Poznámka                                             |
| ----------------------- | --------------------- | ---------------- | ---------------- | ---------------- | ---------------------------------------------------- |
| USS Northampton (CA-26) | Fore River            | 12. duben 1928   | 5. září 1929     | 3. července 1930 | Potopen 30. listopadu 1942 v bitvě u Tassafarongy.   |
| USS Chester (CA-27)     | New York Shipbuilding | 6. března 1928   | 3. července 1929 | červen 1930      | Vyřazen 1946, sešrotován 1959.                       |
| USS Louisville (CA-28)  | Puget Sound Navy Yard | 4. července 1928 | 1. září 1930     | březen 1931      | Vyřazen 1946, sešrotován 1959.                       |
| USS Chicago (CA-29)     | Mare Island Navy Yard | 10. září 1928    | 10. dubna 1930   | březen 1931      | Potopen 29. ledna 1943 v bitvě u Rennellova ostrova. |
| USS Houston (CA-30)     | Newport News          | 1. května 1928   | 7. září 1929     | březen 1930      | Potopen 1. března 1942 v bitvě u Sundském průlivu.   |
| USS Augusta (CA-31)     | Newport News          | 2. července 1928 | 1. února 1930    | leden 1931       | Vyřazen 1946, sešrotován 1960.                       |

## Konstrukce

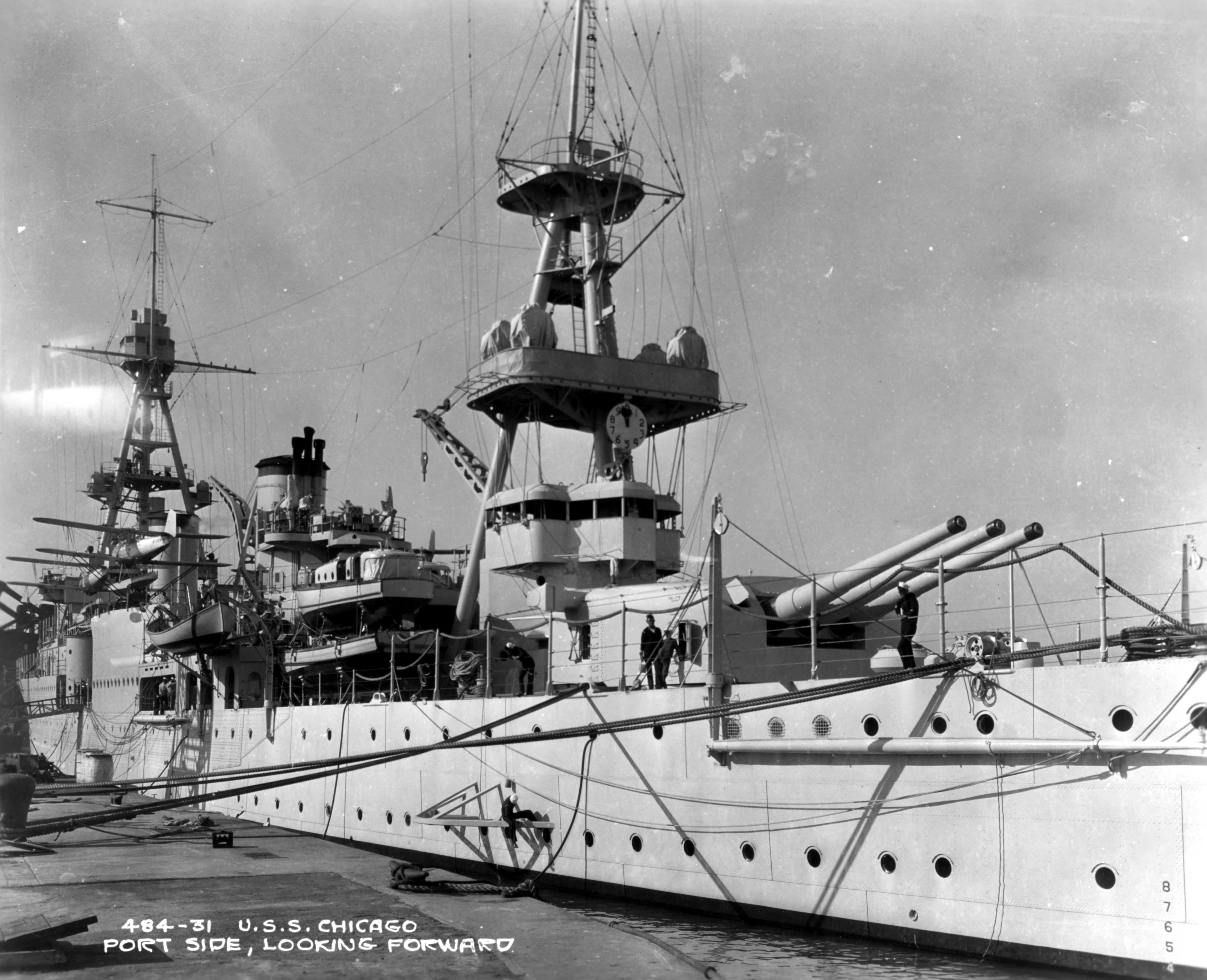
Zadní dělová věž křižníku USS Chicago (CA-29)

Hlavní výzbroj tvořilo devět 203mm kanónů ve trojdělových věžích. Dvě věže byly na přídi a třetí na zádi. Doplnily je čtyři 127mm kanóny a dva trojhlavňové 533mm torpédomety. Křižníky byly vybaveny dvěma katapulty a čtyřmi hydroplány. Pohonný systém tvořilo osm kotlů White-Forster a čtyři turbíny Parsons o výkonu 107 000 shp, pohánějící čtyři lodní šrouby. Nejvyšší rychlost dosahovala 32,5 uzlu. Dosah byl 10 000 námořních mil při rychlosti 15 uzlů.

### Modernizace
Ve 30. letech byly na všech plavidlech demontovány torpédomety a jejich výzbroj byla posílena o čtyři 127mm kanóny a čtyři 12,7mm kulomety. Další úpravy už nebyly stejné pro celou třídu. Zejména byla zesilována protiletadlová výzbroj a křižníky byly vybaveny radary. V roce 1946 nesl křižník Chester devět 203mm kanónů, osm 127mm kanónů, 24 kusů 40mm kanónů a 26 kusů 20mm kanónů. Počet katapultů a hydroplánů zůstal zachován. Dále nesl radary typů SG, SK, SP, Mk.3, Mk.4.

## Služba

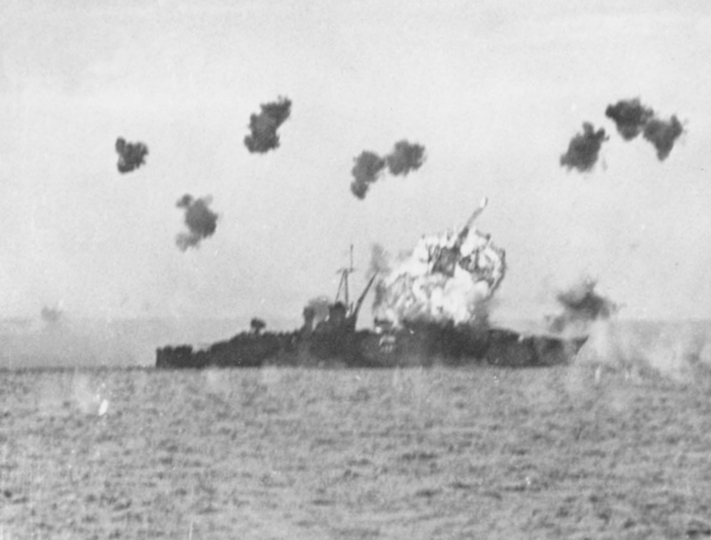
USS Louisville (CA-28) zasažený japonským kamikaze

Křižníky byly intenzivně nasazeny za druhé světové války. Sloužily především na pacifickém válčišti. Tři ze šesti byly v bojových operacích ztraceny. USS Houston se účastnil neúspěšné obrany Holandské východní Indie a byl potopen 1. března 1942 v bitvě u Sundském průlivu. USS Northampton byl potopen 30. listopadu 1942 torpédy japonských torpédoborců v bitvě u Tassafarongy. Jako poslední byl potopen křižník USS Chicago. Ke dnu jej poslaly 30. ledna 1943 japonské letouny v bitvě u Rennellova ostrova. Zbylé tři křižníky byly v roce 1946 vyřazeny a v letech 1959–1960 sešrotovány.